# Transparente Blanca
Transparente Blanca es el nombre de una variedad cultivar de manzano (Malus domestica). Esta manzana está cultivada en la colección-repositorio de variedades de manzanos de la Estación Experimental Aula Dei (Zaragoza) con n.º de accesión "3344". Esta manzana también se cultiva en el repositorio  de manzanos de Vizcaya Estación de fruticultura de Zalla. Es originaria de Vizcaya Comunidad autónoma de País Vasco.

## Sinónimos
- "Transparente Blanca 3344",[5]
- "Transparente Blanca Sagarra",
- "Transparente blanche" en Francia,
- "Manzana Transparente Blanca".[7][8]

## Historia
'Transparente Blanca' está considerada incluida en las variedades locales autóctonas muy antiguas, cuyo cultivo se centraba en comarcas muy definidas. Se caracterizaban por su buena adaptación a sus ecosistemas y podrían tener interés genético en virtud de su adaptación. Se encontraban diseminadas por todas las regiones fruteras españolas, aunque eran especialmente frecuentes en la España húmeda. Estas se podían clasificar en dos subgrupos: de mesa y de sidra (aunque algunas tenían aptitud mixta).
'Transparente Blanca' es una variedad mixta, clasificada como de mesa, también se utiliza en la elaboración de sidra; difundido su cultivo en el pasado por los viveros comerciales y cuyo cultivo en la actualidad se ha reducido a huertos familiares y jardines privados.

## Características
El manzano de la variedad 'Transparente Blanca' tiene un vigor medio a alto; porte desplegado, con vegetación muy tupida, hojas pequeñas; tubo del cáliz ancho o mediano, triangular o alargado en forma de cono o de embudo con tubo largo, y con los estambres insertos bajos, pistilo fuerte. Tiene un inicio de floración precoz, con tiempo de floración que comienza a partir del 14 de abril con el 10% de floración, para el 17 de abril tiene una floración completa (80%), y para el 19 de abril tiene un 90% de caída de pétalos.
'Transparente Blanca' tiene una talla de fruto pequeño, presenta vecería, si se aclaran los frutos que han cuajado en primavera aumenta el tamaño del fruto; forma ancha globosa cónica, con contorno levemente irregular, simétrico; epidermis con color de fondo verde, importancia del sobre color ausente, color del sobre color ausente, distribución del sobre color ausente, acusa punteado pequeño color más oscuro que se extienden aleatoriamente por la superficie, siendo alguno ruginoso, y con "russeting" (pardeamiento áspero superficial que presentan algunas variedades) débil; pedúnculo de longitud muy largo, fino, sobresale 3/4 partes de la cavidad peduncular, anchura de la cavidad peduncular media, profundidad de la cav, peduncular poco profunda, presenta su pared un plegamiento que llega hasta el borde, leve inicio de placa ruginosa color grisáceo en el fondo de la base de la cavidad, y con importancia del "russeting" en la cav. peduncular medio; anchura de la cavidad calicina estrecha, profundidad de la cav, calicina casi aplanada, bordes levemente ondulados, y con importancia del "russeting" en la cav. calicina débil; ojo de tamaño pequeño y está cerrado; sépalos partidos o triangulares con las puntas vueltas hacia fuera.
Carne de color verdoso, en corte seccionado por el plano central, presenta alrededor de las celdas seminales un círculo de puntos de vitrificación (zonas de acumulo de azúcares que presentan aspecto de estar helado); textura de la pulpa blando; sabor agridulce, con acidez alta y contenido en azúcares alto.
Su tiempo de recogida de cosecha muy precoz, en verano se inicia a finales de julio y en agosto. Se trata de una variedad productiva, tiende a dar cosechas numerosas cada dos años (contrañada); conviene aclarar la producción cuando estén en flor o el fruto sea pequeño, para que dé buenos frutos anualmente. Se usa como manzana de mesa, y también como manzana de cocina